# Nylarsker Sogn
Nylarsker Sogn er et sogn i Bornholms Provsti (Københavns Stift).
I 1800-tallet var Nylarsker Sogn et selvstændigt pastorat. Det hørte til Vester Herred i Bornholms Amt. Nylarsker sognekommune blev ved kommunalreformen i 1970 indlemmet i Åkirkeby Kommune, der i 2003 indgik i Bornholms Regionskommune.
I Nylarsker Sogn ligger Nylars Kirke.
I sognet findes følgende autoriserede stednavne:
- Arnager (bebyggelse)
- Arnager Fiskerleje (bebyggelse, ejerlav)
- Arnager Pynt (areal)
- Arnagerbro (bebyggelse)
- Blemmelyng (bebyggelse)
- Engegårde (bebyggelse)
- Horsemyre Odde (areal)
- Hovedejerlavet (ejerlav)
- Korsodde (areal)
- Kølleregård (bebyggelse)
- Lobbæk (bebyggelse)
- Myregård (bebyggelse)
- Nylars (bebyggelse)
- På Kirkens Jorder (bebyggelse)
- På Klint (bebyggelse)
- Stampen (bebyggelse)
- Storegab (vandareal)
- Strandbygård (bebyggelse)
- Uglegade (bebyggelse)
- Vellensbygård (bebyggelse)